# Becho (woreda)
Pour les articles homonymes, voir Becho.
Becho (en oromo : Bacho) est un woreda du centre de l'Éthiopie situé dans la zone Sud-Ouest Shewa de la région Oromia. Il a 74 016 habitants en 2007 et son centre administratif est Tulu Bolo.

## Géographie
Becho est entouré dans la zone Sud-Ouest Shewa par Ilu, Tole, Seden Sodo, Waliso et Dawo.
Son centre administratif, Tulu Bolo, est à 35 km de Waliso sur la route allant de Jimma à Addis-Abeba,,.
Un des premiers affluents de l'Awash, voire l'Awash lui-même[à vérifier], prend sa source près de Tulu Bolo.

## Démographie
Le recensement national de 2007 fait état pour Becho d'une population de 74 016 habitants dont 20 % de citadins qui sont les 14 476 habitants de Tulu Bolo.
La plupart des habitants du woreda (95 %) sont orthodoxes, 2 % sont musulmans, 1 % sont protestants et 1 % sont de religions traditionnelles africaines.
En 2022, la population du woreda est estimée à 113 264 personnes avec une densité de population de 260 personnes par km2 et 436 km2 de superficie.